# Aleiodes alexandri
Aleiodes alexandri är en stekelart som först beskrevs av Sergey A. Belokobylskij 1988.  Aleiodes alexandri ingår i släktet Aleiodes och familjen bracksteklar. Inga underarter finns listade i Catalogue of Life.